# Asmus Jacob Carstens
Asmus Jacob Carstens (Sankt Jürgen, 10 maggio 1754 – Roma, 25 maggio 1798) è stato un pittore, critico d'arte e disegnatore tedesco-danese di stile neoclassico.

## Biografia
Nato nello Schleswig-Holstein, appartenente allora al Regno di Danimarca, studiò a Copenaghen, dove si recò nel 1776. Nel 1783 si recò per la prima volta in Italia a Mantova, dove rimase entusiasta della pittura di Giulio Romano. Si stabilì poi a Lubecca, come pittore di ritratti. Professore all'Accademia di Berlino dal 1790 al 1795, si recò nuovamente a Roma nel 1792 per studiare Raffaello e Michelangelo. Dipinse di preferenza scene storiche e mitologiche, spingendo all'estremo le dottrine di Johann Joachim Winckelmann. Il suo fu un classicismo molto personale con evidenti elementi di Romanticismo. Fu maestro del pittore Joseph Anton Koch e dello scultore Bertel Thorvaldsen.

## Opere
Sue tele sono conservate nei musei di Weimar e di Berlino. Si ricordano, fra le altre:
- Le Parche, la Notte con i suoi figli;
- La Battaglia di Rossbach;
- Il Simposio di Platone;
- La Morte d'Achille;
- La Caduta degli Angeli;
- La Visita degli Argonauti al centauro Chirone.